# Programa Antártico Brasileño
El Programa Antártico Brasileño (en portugués: Programa Antártico Brasileiro; PROANTAR) es un programa de la Marina de Brasil que tiene presencia en el continente antártico. Coordina la investigación y el apoyo operativo para la investigación en la región. El programa mantiene una estación de investigación permanente en la Antártida (Estación Antártica Comandante Ferraz), también varios refugios y campamentos de verano. Utiliza dos barcos que navegan en aguas antárticas: los rompehielos Almirante Maximiano (H-41) y Ary Rongel (H-44).

## Objetivos del Programa Antártico
Los objetivos científicos del Programa Antártico Brasileño incluyen el desarrollo de investigaciones en el continente antártico para ampliar el conocimiento de los fenómenos naturales que allí ocurren y su repercusión sobre el territorio brasileño. El Consejo Nacional de Desenvolvimiento Científico y Tecnológico es la entidad responsable de la investigación científica brasileña en la Antártida y el desarrollo de proyectos para estudiar los cambios ambientales globales, identificar los recursos económicos vivos y no vivos de la región y formas de su aprovechamiento, y el levantamiento de las condiciones fisiográficas y ambientales del continente antártico.
El objetivo político del PROANTAR fue preservar el derecho de Brasil a participar de las reuniones consultivas periódicas sobre el continente antártico previstas en el artículo IX del Tratado Antártico, que exige un manifiesto interés por la Antártida, por medio de la promoción de sustanciales actividades de investigación científica, tales como el establecimiento de estaciones científicas o el envío de expediciones científicas.

## Historia
El programa fue creado oficialmente en enero de 1982, cuando la Marina de Brasil adquirió el rompehielos danés MV Thala Dan, que fue renombrado Barão de Teffé. Ese mismo año Brasil envió su primera expedición (Operação Antártica I) al continente antártico y el Barão de Teffé (H-42) realizó una misión de reconocimiento hidrográfico, oceanográfico y meteorológico del sector noroccidental de la Antártida con el fin de seleccionar la ubicación donde se construiría la futura base brasileña. El éxito de esa expedición resultó en el reconocimiento internacional de la presencia brasileña en la Antártida, lo que permitió la aceptación del país como parte consultiva del Tratado Antártico el 12 de septiembre de 1983. Se realizó una segunda expedición (Operação Antártica II) en el verano de 1983 a 1984 con los barcos Barão de Tefé y Prof. Wladimir Besnard, que zarparon de Río Grande el 26 de diciembre de 1982 con la principal tarea de transportar y construir la estación brasileña. La Estación Antártica Comandante Ferraz, que consta de 8 módulos, se terminó el 6 de febrero de 1984. La estación se amplió a 33 módulos en el año siguiente. A partir de 1986 la estación fue ocupada de forma permanente durante los 365 días del año.
El 23 de agosto de 1983 un avión C-130 Hercules de la Fuerza Aérea Brasileña aterrizó en el Aeródromo Teniente Marsh Martin que Chile posee en la isla Rey Jorge, inaugurando los vuelos de apoyo brasileños en la Antártida.
En febrero de 1991 el presidente Fernando Collor de Mello reafirmó el interés de Brasil en la región visitando la base antártica, en donde permaneció tres días. Él fue el primer presidente brasileño que puso pie en la Antártida. En enero de 2008 13 miembros del Congreso Nacional del Brasil pertenecientes al Comité Parlamentario Antártico Brasileño visitaron la base. Otra visita de parlamentarios tuvo lugar en enero de 2009.
En 1994 la Marina de Brasil adquirió el barco polar noruego Polar Queen, que fue renombrado Navio de Apoio Oceanográfico NApOc Ary Rongel (H-44) para sustituir al navío Barão de Teffé a partir de la Operação Antártica XIII. 

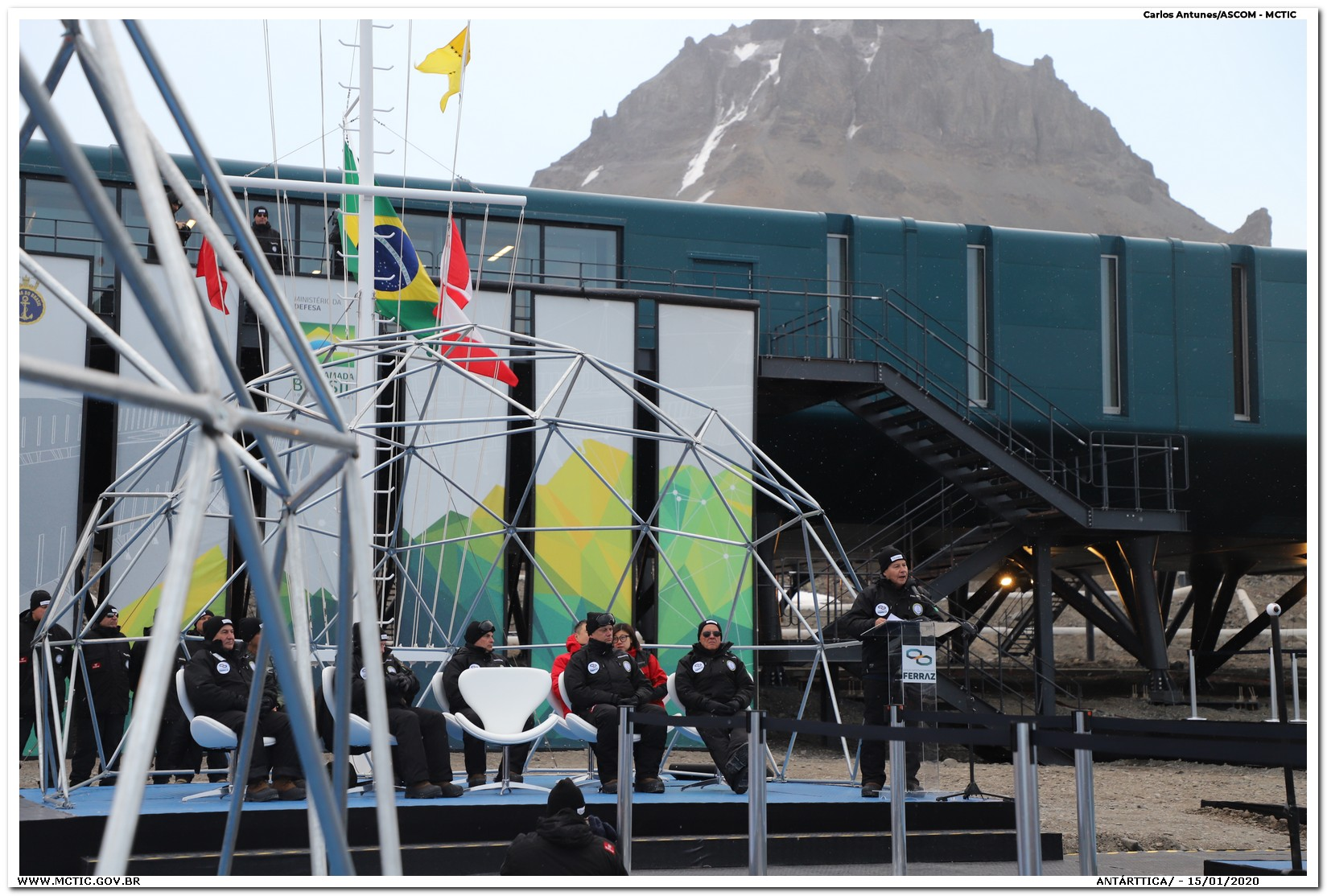
Inauguración de las nuevas instalaciones de Base Comandante Ferraz, 2020

El 16 de febrero de 2008 el presidente Luiz Inácio Lula da Silva y una delegación de 23 personas, incluyendo a la primera dama Marisa Letícia, visitaron la base. El Gobierno de Brasil definió el viaje presidencial como un gesto político en soporte del trabajo desplegado por los científicos brasileños y el personal militar.
En 2009 la Marina de Brasil incorporó el rompehielos Almirante Maximiano (ex-Ocean Empress) a su flota. El Almirante Maximiano opera con helicópteros UH-12/13 y IH-6B con un hangar para dos. La Marina de Brasil instaló cinco modernos laboratorios para el desenvolvimiento de las investigaciones científicas en el medio antártico. El barco puede acomodar a 106 pasajeros, con un tercio de ellos científicos e investigadores.
En 2009 Brasil hizo su primera expedición científica nacional a la calota de la Antártida. La expedición integró estudios atmosféricos, glaciológicos, geológicos y geofísicos en el área de Patriot Hills y también en el área del subglacial lago Ellsworth. El 12 de enero de 2012 el PROANTAR inauguró el módulo Criósfera 1, localizado en la meseta Antártica, a 84°00′00″S 79°29′39″O / -84.00000, -79.49417. Está localizado a 670 km del Polo Sur geográfico y a 2500 km al sur de la Base Comandante Ferraz.
El 25 de febrero de 2012 una explosión en el cuarto de máquinas de los generadores en la Base Ferraz causó el incendio de la misma, que de acuerdo a la Marina de Brasil destruyó aproximadamente el 70% de los edificios. Dos soldados, originalmente reportados como desaparecidos, fueron encontrados muertos luego de que el fuego fuera extinguido, mientras que otro resultó herido.

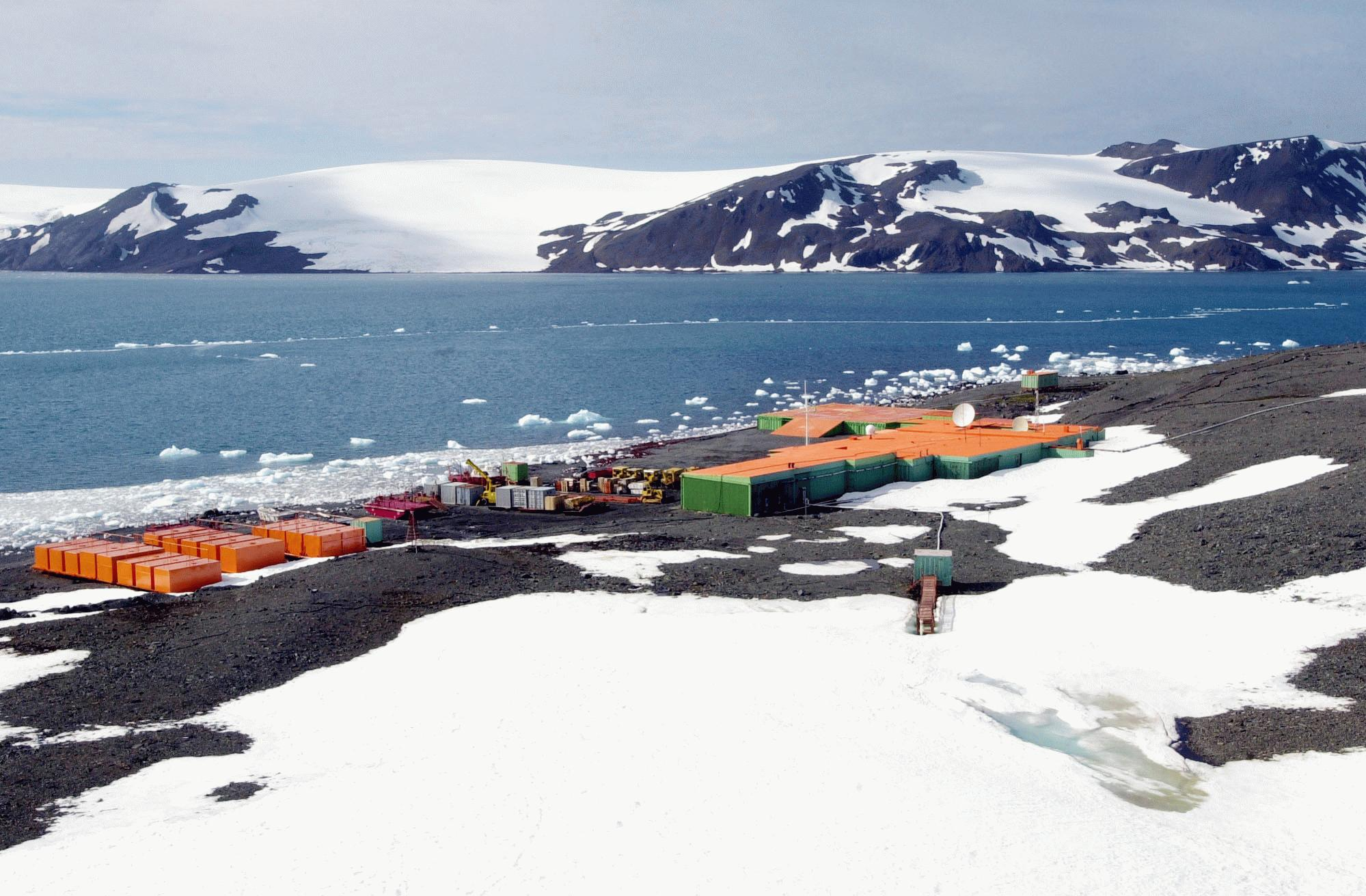
Vista de la Base Comandante Ferraz en la bahía Almirantazgo.

## Transportes
La Marina de Brasil y la Fuerza Aérea Brasileña son responsables por la logística del PROANTAR, incluyendo el transporte de personal militar y civil, equipos, y suministros a la Antártida. Los principales medios usados para ese propósito son o han sido:

### Barcos

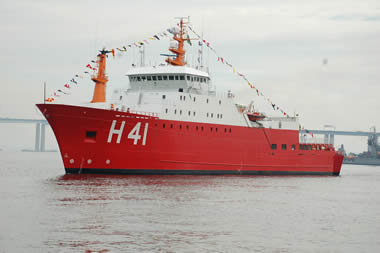
El rompehielos brasileño Almirante Maximiano.

- Almirante Maximiano (H-41) - rompehielos y buque oceanográfico.
- Ary Rongel (H-44) - rompehielos y buque oceanográfico.
- Cruzeiro do Sul (H-38) - buque oceanográfico.
- Barão de Teffé (H-42) - buque oceanográfico (fuera de servicio).
- Almirante Câmara (H-41) - buque oceanográfico (fuera de servicio).
- Almirante Álvaro Alberto (H-43) - buque oceanográfico (fuera de servicio).
- Professor Besnard - buque oceanográfico de la Universidad de São Paulo.

### Aviones y helicópteros
- Bell JetRanger (IH-6B) - Helicópteros que operan en el Almirante Maximiano.
- HB350 Esquilo (UH-12/13) - Helicópteros que operan en el Ary Rongel.
- C-130 Hercules - Avión de transporte de la Fuerza Aérea Brasileña.

## ESANTAR
La Estação de Apoio Antártico (ESANTAR) se localiza en Río Grande y es utilizada para actividades de soporte. Fue establecida en la Fundação Universidade Federal do Rio Grande para dar apoyo logístico a las operaciones de Brasil en la Antártida. Prácticamente todos los equipos y demás instrumentos pasan por la ESANTAR para el abastecimiento y manutención de la Base Comandante Ferraz.

## Organizaciones
El PROANTAR es gerenciado por la Comissão Interministerial para os Recursos do Mar, organismo creado en 2001 y que es coordinado por el comandante de la Marina de Brasil, que lo maneja en asociación con varias organizaciones gubernamentales. También varias universidades federales e institutos de investigación toman parte del programa.
- Ministerio de Defensa, maneja y opera el PROANTAR a través de la Marina de Brasil y de la Fuerza Aérea Brasileña;
- Consejo Nacional de Desenvolvimiento Científico y Tecnológico (CNPq), financia la coordinación y ejecución de la investigación;
- Ministerio de Ciencia y Tecnología, establece la política de investigación científica;
- Ministerios de Ambiente, asegura el cumplimiento de las normas internacionales para reducir al mínimo el impacto de la presencia humana en la Antártida;
- Ministerio de Relaciones Exteriores, responsable de la política nacional de asuntos antárticos;
- Ministerio de Minas y Energía (a través de Petrobras), suministra el combustible especial anticongelante para las instalaciones y los vehículos que operan en la Antártida.